# A Different Beat (singolo)
A Different Beat è il secondo singolo estratto dall'omonimo album A Different Beat della band irlandese Boyzone.

## Tracce
CD1
1. A Different Beat (Radio Edit) – 3:24
2. Angel – 3:45
3. A Different Beat (Remix) – 6:10

CD2 (Nel "Limited Edition Digipak")
1. A Different Beat (Radio Edit) – 3:24
2. Angel – 3:45
3. Key to My Life (Live at Wembley) – 4:12
4. A Different Beat (Remix) – 6:10

## Classifiche
| Classifica (1996) | Posizione raggiunta |
| ----------------- | ------------------- |
| Irlanda           | 2                   |
| Regno Unito       | 1                   |
| Classifica (1997) | Posizione raggiunta |
| Australia         | 42                  |
| Austria           | 37                  |
| Paesi Bassi       | 78                  |